# Henriqueta Outeiro
Henriqueta Outeiro Branco, també coneguda pel nom de guerra de Maria das Dores, (Castroverde, 26 de febrer de 1910 - Lugo, 31 d'octubre de 1989) fou una mestra i activista política comunista gallega. Des de l'any 2005, hi ha un centre social a Santiago de Compostel·la que duu el seu nom com a mostra d'homenatge.

## Primers anys
Outeiro va néixer el 26 de febrer de 1910 a la Casa Ribóm de la parròquia Miranda, al municipi gallec de Castroverde. Després de completar els seus estudis al col·legi de la Milagrosa de Lugo va exercir com a professora a l'escola de Sam Cosme de Barreiros, a Ribadeo, on impulsà activitats teatrals i va crear la companyia "O Punteiro do Carrinho". Després va continuar exercint l'ensenyament en diferents punts del territori gallec: Ferreiros de Fonsagrada, Montefurado, Vilagarcía de Arousa, Pontevedra i Santo Estevo de Gormaz.
Després d'aprovar les oposicions es desplaçà fins a Madrid on fou destinada com a mestra i entrà en contacte amb el marxisme.

## Guerra Civil espanyola
En els primers dies de la Guerra Civil espanyola es va allistar a la 1a Brigada Mòbil de Xoc, passant de seguida a assumir responsabilitats a l'hospital de Carabanchel, on ingressaven les milícies ferides en combat. Més tard va ostentar el grau de comandant com a Miliciana de Cultura al 1r Batalló Mòbil de Xoc, dirigit per Valentín González «El Campesino». Durant els primers dies de la victòria feixista va evitar la seva detenció aconseguint escapar per les canalitzacions de l'edifici central de les Milícies de Cultura de Madrid. Fou aleshores quan va agafar un tren a l'estació del Nord en direcció a Lugo, refugiant-se a la casa del capellà de Santiago a Nova. Fruit d'una denúncia es va veure obligada a escapar de nou, aquesta vegada, per a dedicar-se a organitzar la resistència armada contra el franquisme al nord de Galícia.

## Guerrilla antifeixista
Com a militant comunista va participar activament en la vertebració de la resistència guerrillera contra Franco, juntament amb Benigno Andrade «Foucelhas», Marcelino Rodrigues Fernandes «Marrofer», Xosé Castro Veiga «O Piloto», Júlio Neto, Ramom Viveiro o Xosé Vicente Rodríguez.
El 14 de febrer de 1946, una filtració a la policia va causar-li la detenció en una emboscada. Durant més de tres hores va resistir en solitari a la Guàrdia Civil, i després de trencar el setge va aconseguir allunyar-se diversos quilòmetres dels cossos policials entre ràfegues de tirs i llançaments de bombes de mà, però una de les bales la va ferir i va ser detinguda. Durant l'estada a l'hospital militar de Lugo va ser torturada salvatgement i va haver de presenciar el cos del seu company Xosé Vicente destrossat per les ferides. Els maltractaments van seguir a l'hospital civil de la ciutat de les muralles tot i estar pràcticament amb tot el cos embenat.

## Empresonament
Fou condemnada a mort en un consell de guerra celebrat el 17 i 18 de juliol de 1946. Les pressions internacionals, una gran campanya de solidaritat duta a terme per la Tercera Internacional, així com la intervenció de l'Església, van provocar que la pena li fos commutada per 34 anys de presó, dels quals en va complir 19 en diverses presons espanyoles: La Corunya, Amorebieta, Segòvia, Ventas, Guadalajara (Castella - la Manxa) i Alcalá de Henares, d'on sortí l'any 1965 mantenint impol·luts els seus ideals revolucionaris.

## Alliberament
Malgrat l'estat de salut en el que es trobava, va iniciar aquell mateix any la construcció d'una casa al seu poble natal, per dedicar-se més endavant a tasques d'agricultura domèstica. L'any 1975 va començar la construcció de la "Casa da Mulher Cándida", en homenatge a la seva mare, com a centre per a formar professional, laboral i socialment a dones i combatre el masclisme que es respirava aleshores.
En sortir de la presó, va obrir un llarg contenciós administratiu per ser rehabilitada com a professora nacional, fita que va aconseguir l'octubre de 1974. Després de passar per diferents col·legis com Fontarón, on va intentar promoure activitats culturals de base, es va retirar l'any 1980.
Rehabilitada per a l'exercici del magisteri un any abans de la seva jubilació l'any 1977, fundà l'Associació Cultural «O Carrinho» amb l'objectiu de fomentar la cultura a base d'emular les universitats populars republicanes mitjançant missions pedagògiques. Fins i tot va col·laborar en la rehabilitació d'escoles abandonades, com la de Calhás, amb la compra de mobiliari pel centre. Aquell mateix any fou candidata a les eleccions generals espanyoles pel Partit Comunista d'Espanya, del qual es va anar allunyant des d'aquell mateix instant.

## Últims anys
Outeiro va morir el 31 d'octubre de 1989 a l'Hospital San José de Lugo, quan anava a complir vuitanta anys. Les seqüeles de les ferides de guerra, la trombosi patida el 1985, i la seva avançada edat no foren obstacles per a complir els seus projectes polítics. Sempre que em quedi un bocí de vida l'utilitzaré per afavorir a la societat, que és el màxim ideari de tot comunista, afirmà en una entrevista publicada a El Progreso el 29 de gener de 1987. Els seus últims anys de trajectòria política els dedicà a la divulgació de la cultura i a organitzar homenatges als milers de treballadors i treballadores gallegues que van perdre la vida en la lluita antifranquista, en favor de la llibertat i la justícia, a les muntanyes, a les fàbriques i als carrers de Galícia.